# Xã Portage, Quận St. Joseph, Indiana
Xã Portage (tiếng Anh: Portage Township) là một xã thuộc quận St. Joseph, tiểu bang Indiana, Hoa Kỳ. Năm 2010, dân số của xã này là 93.063 người.